# تل جمعة
 تل جمعة بالاشورية(هلمون) بلدة اشورية تقع في الشمال الشرقي من محافظة الحسكة في الجمهورية العربية السورية على الضفة الشرقية لنهر الخابور. وتتبع ناحية تل التمر من مركز الحسكة - منطقة الحسكة.
ـ هي الآن مركز بلدة تل جمعة فيها دار للبلدية ومدرستان ابتدائية و إعدادية وروضة للأطفال ومستوصف وملعب كرة قدم .
ـ فيها كنيسة القديسةمارت شموني وأولادها السبعة يحتفل أبنائها بعيد تذكارها في الثلاثاء الأول من أيار كل عام . مارت شموني قرقوش
ـ عدد سكان تل جمعة حوالي 6000 نسمة يعيشون فيها حاليا 3500 نسمة بعد ان هاجر عدد كبير من سكانها يوجد فيها نسبة كبيرة من الدارسين والمثقفين والكتاب و المؤلفين و الملحنين و المطربين....
[. على يوتيوب]
ـ تعد أكبر القرى على ضفاف الخابور حيث عدد السكان الاشوريين وهي محافظة على تقاليدها وفلكلورها القديم في الأعراس و العلاقات الاجتماعية و العادات اليومية...
ـ يؤسس أبنائها المغتربون في لبنان جمعية خيرية باسم القديسة شموني تعنى بالشؤون الإنسانية والخيرية تأسست عام 2000.
ـ فريقها بكرة القدم هو فريق الأهلي الرياضي الذي يشارك في الدورات الرياضية في محافظة الحسكة وقد نال عدة كؤوس وهو يرفد نادي الخابور باللاعبين المميزين .
ـ تقع تل جمعة ضمن مشروع القرى الصحية الذي أقرته اليونسكو .
ـ فيها العديد من المنتزهات و المقاصف والمطاعم الصيفية والشتوية ....
الآشوريون عموماً أناس متحضرين جداً ومثقفين ، وبالرغم من أن حضارتهم عريقة جداً وتغطي بعراقتها كل الحضارات الأنسانية في العالم إلا أنهم متواضعون جداً وبسطاء ، يعيشون حياة مسالمة بين بعضهم البعض ويتميزون بالكرم و حسن التربية و الأخلاق التي ورثوها عن أجدادهم ما بين النهرين ، أما للشجاعة وقفة خاصة .. فهم أهل الحروب على الغزاة والصمود في المعارك والعنفوان ، ولعمق تدينهم أثر على نفسيتهم الطيبة و المرحة فهم لا يفوتون مناسبة دينية أو يوم أحد للذهاب إلى الكنيسة و السجود للرب يسوع المسيح بكل خشوع و إيمان
وتتميز أعراسهم ومناسبات الأفراح لديهم بطابع خاص جداً و متميز من المرح والسعادة ولا يغيب العلم السوري و العلم الآشوري من مناسباتهم ولا سيما عيد رأس السنة البابلية المشهور ... وتعرف المرآة الآشورية بجمالها الفاتن ورقتها وأنوثتها والسحر المتناهي في نظرتها وجمال عيناها وأناقة مظهرها بالأضافة إلى ذكائها وسرعة بديتها وقوة شخصيتها التي تفرضها
ويمارس أهلها أغلب المهن المعروفة ولا سيما الزراعة التي تشتهر بها تل جمعة بالإضافة إلى شهرتها بخبز التنور الذي لا يزال موجوداً حتى اليوم وهو أحد الأمور التي يحافظ الأهالي عليها مع العديد من العادات و التقاليد القديمة ، وهناك عدد كبير من أهلها في المغتربات حيث لا يوجد منزل في تل جمعة إلا وفيه أحد أفراد الأسرة في بلد ما ، وأغلب البلدان التي تغرب أليها أبناؤها هي كندا و أمريكا و السويد و أستراليا ولبنان ...
وبالرغم من أن تل جمعة تظهر كقرية بسيطة للقارئ إلا أنها ليست كذالك ، فهي أستطاعت جمع ما بين البساطة والتمدن حيث أنها تحتوي على العديد من المنتزهات و المقاصف و المطاعم الشتوية و الصيفية والنوادي ومختلف الأماكن الجميلة للتنزه والترفيه